# 船引運河
船引運河（ふなびきうんが）は、隠岐諸島の西ノ島（島根県隠岐郡西ノ島町美田）にある運河。日本海の外海と島前の内海を結んでいる。全長340メートル、幅12メートル、水深3メートル。舟引運河（ふなびきうんが）や船越運河（ふなこしうんが）とも呼ばれる。船引運河は国賀海岸とともに西ノ島町の象徴的な存在である。

## 特徴
西ノ島のほぼ中央部の美田船引にある地峡部を掘削して建設され、島前の内海である浦郷湾と外海である日本海を結んでいる。浦郷港・別府港（いずれも西ノ島）・菱浦港（中ノ島）から国賀海岸に至る観光遊覧船は内海からこの運河を通って外海に至っている。船引運河にかかる橋は国道485号による1本のみである。かつては別府港から浦郷港に至る際に必ずこの橋を通る必要があったが、2005年に西ノ島大橋を含む国道485号西ノ島バイパスが完成したことから、別府港から浦郷港に向かう車は船引運河の上を通過しなくなった。

## 歴史

### 開通前

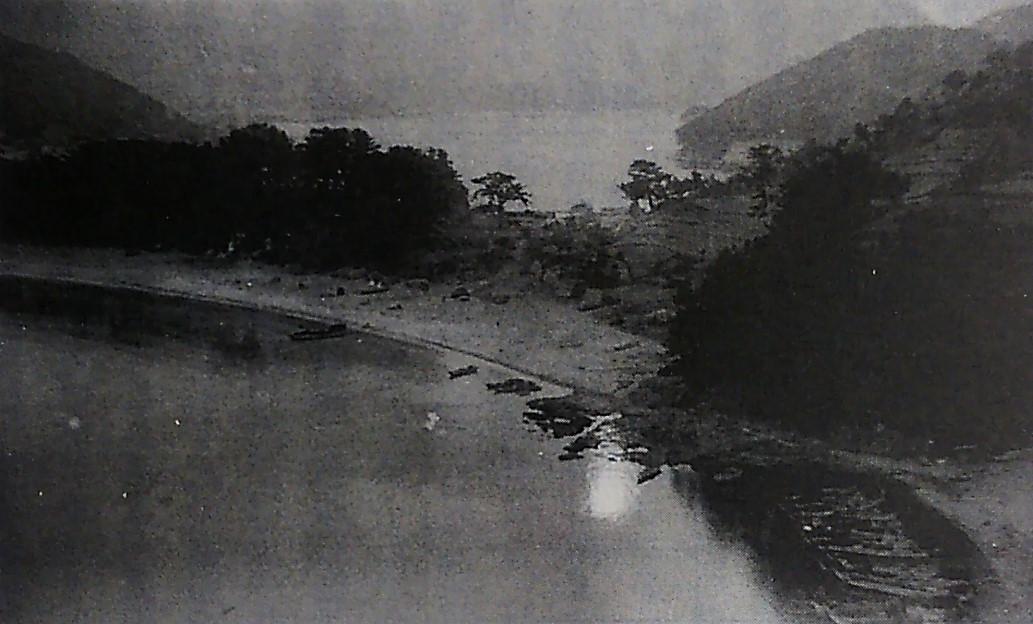
運河開削前の地峡部

隠岐諸島の西ノ島には一定規模の河川が存在せず、また平地が少ないことから農業は盛んではない。西ノ島の主産業は漁業であり、浦郷港は島前随一の漁業基地だった。しかし、沿海に好漁場を有しながら十分な活用ができない状態だった。
西ノ島の西方の外海は優れた漁場であるが、西ノ島の西海岸には三度以外に漁港がなく、浦郷港から出港した船は大きく迂回しないと外海にたどり着けなかった。無動力船の時代は外海に出ること自体に大きな労力が必要であり、冬季は北西からの季節風や高波の影響で出港できないことも多かった。このため、かつては浦郷湾から人力で船を引っ張って地峡部を越えることもあり、このことから船越という地名が生まれたとされる。

### 掘削と完成

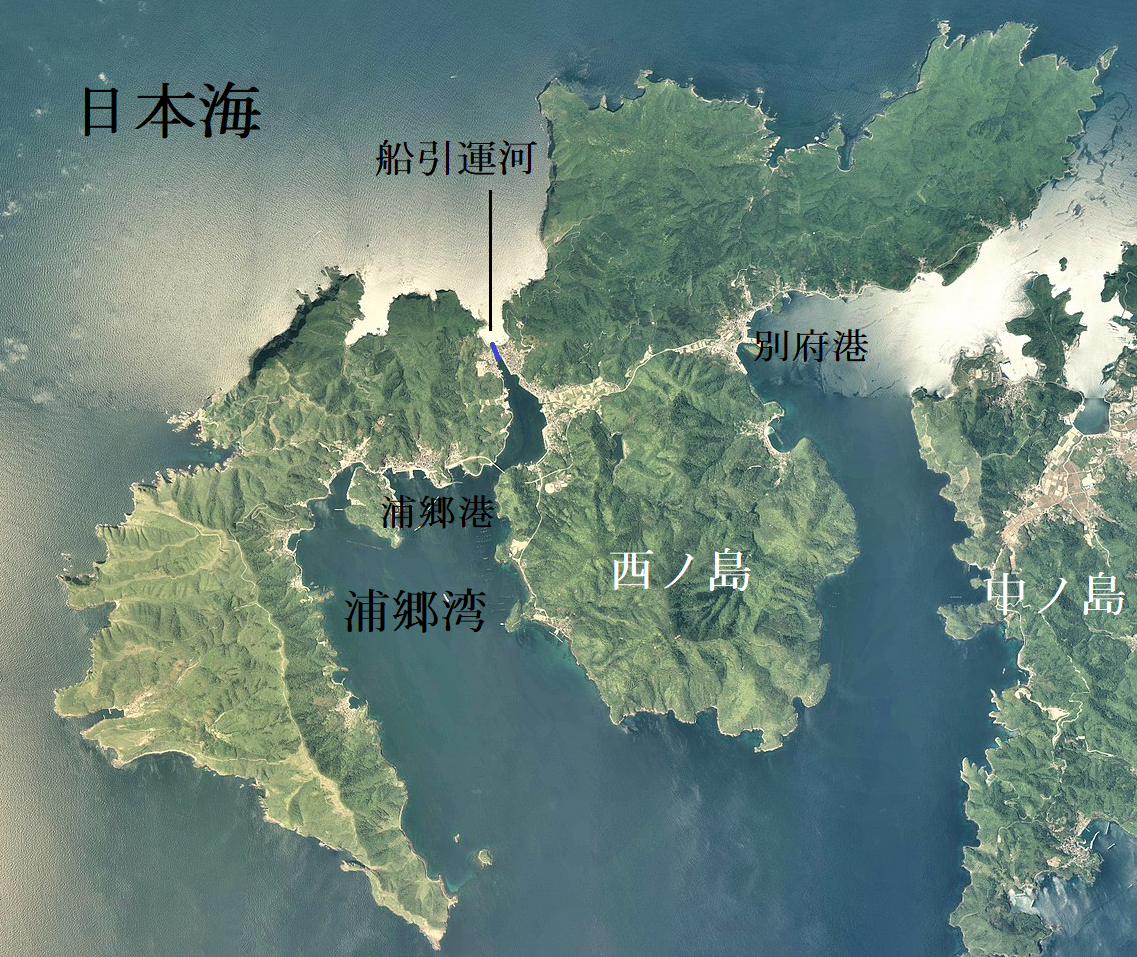
西ノ島における船引運河の位置

1913年（大正2年）には西ノ島中央部の美田船引にある地峡部に運河を開削する計画が発案された。村営事業といえば道路整備が精いっぱいの時代であり、住民にとっては奇想天外な計画だった。地峡部は黒木村の地内にあったが、黒木村と浦郷村が組合を設立して共同で行った。また、この奇想天外な計画を実現するために村民の理解を得るのは容易ではなかったが、黒木村の中西松次郎村長と浦郷村の今崎半太郎村長が村民を説得した。島根県による金銭的支援もあり、高岡直吉知事は5900円の助成金を支出している。
中西は1913年（大正2年）7月28日の黒木村議会で運河の開削を提案した。浦郷村議会でも9月12日に運河の開削が可決された。1914年（大正3年）6月22日に着工。岩盤の破砕には火薬を用いたが、基本的には鍬とつるはしによる人力の作業だった。1915年（大正4年）3月末に船引運河が完成した。総工費は1万7000円。総工費は村の年間予算に匹敵し、西ノ島の歴史上稀に見る大事業だった。完成当時は全長340メートル、幅5.5メートル、水深1.65メートルだった。5月24日には高岡知事も列席して開通記念祝賀行事を行っている。

### 大改修

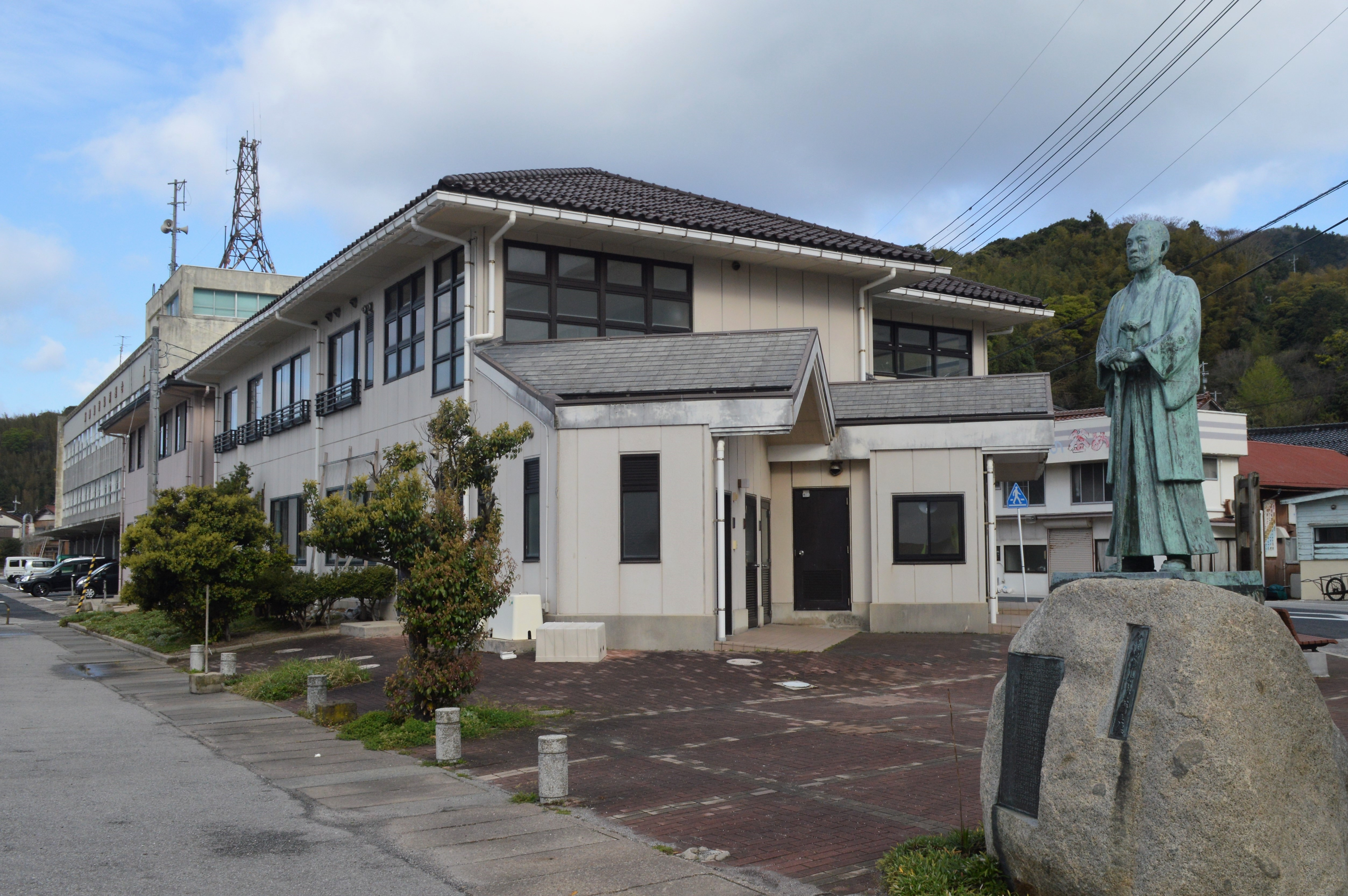
浦郷港にある今崎半太郎の銅像

1957年（昭和32年）2月11日には、船引運河の開削時に手を組んだ浦郷町と黒木村が合併して西ノ島町が成立している。1963年（昭和38年）に隠岐諸島が大山隠岐国立公園に指定されて観光客が増加すると、船引運河は国賀海岸をめぐる観光遊覧船のコースに組み込まれた。1953年（昭和28年）に離島振興法が制定されると、1964年（昭和39年）以後には離島振興事業として運河の改修工事が実施された。拡幅・掘り下げ・橋の架け替えなどが行われ、1974年（昭和49年）には現在の全長340メートル、幅12メートル、水深3メートルに拡張された。この大改修は津波被害や高潮被害の減少にも役立った。
1986年（昭和61年）10月には今崎半太郎翁顕彰会によって、浦郷漁港にあるシルバー会館脇の一角に今崎の銅像が建てられた。毎年8月16日には「シャーラ船」と呼ばれる民俗行事が行われる。藁で作った船に盆の供え物を積み、船引運河を漁船で曳行して沖合に流すのである。

## 諸元
- 完成時（1915年）[8]
  - 延長 : 340メートル
  - 底幅 : 5.5メートル
  - 平水深 : 1.65メートル

- 拡張時（1974年）[8]
  - 延長 : 300メートル
  - 底幅 : 12メートル
  - 平水深 : 3メートル